# Villa Wolkonsky
Villa Wolkonsky è la residenza ufficiale dell'ambasciatore britannico in Italia. Si trova a Roma, immersa in una proprietà che copre quasi cinque ettari della collina dell'Esquilino, appena dentro le Mura Aureliane, non lontano dalla Basilica di San Giovanni in Laterano.

## Nell'antichità

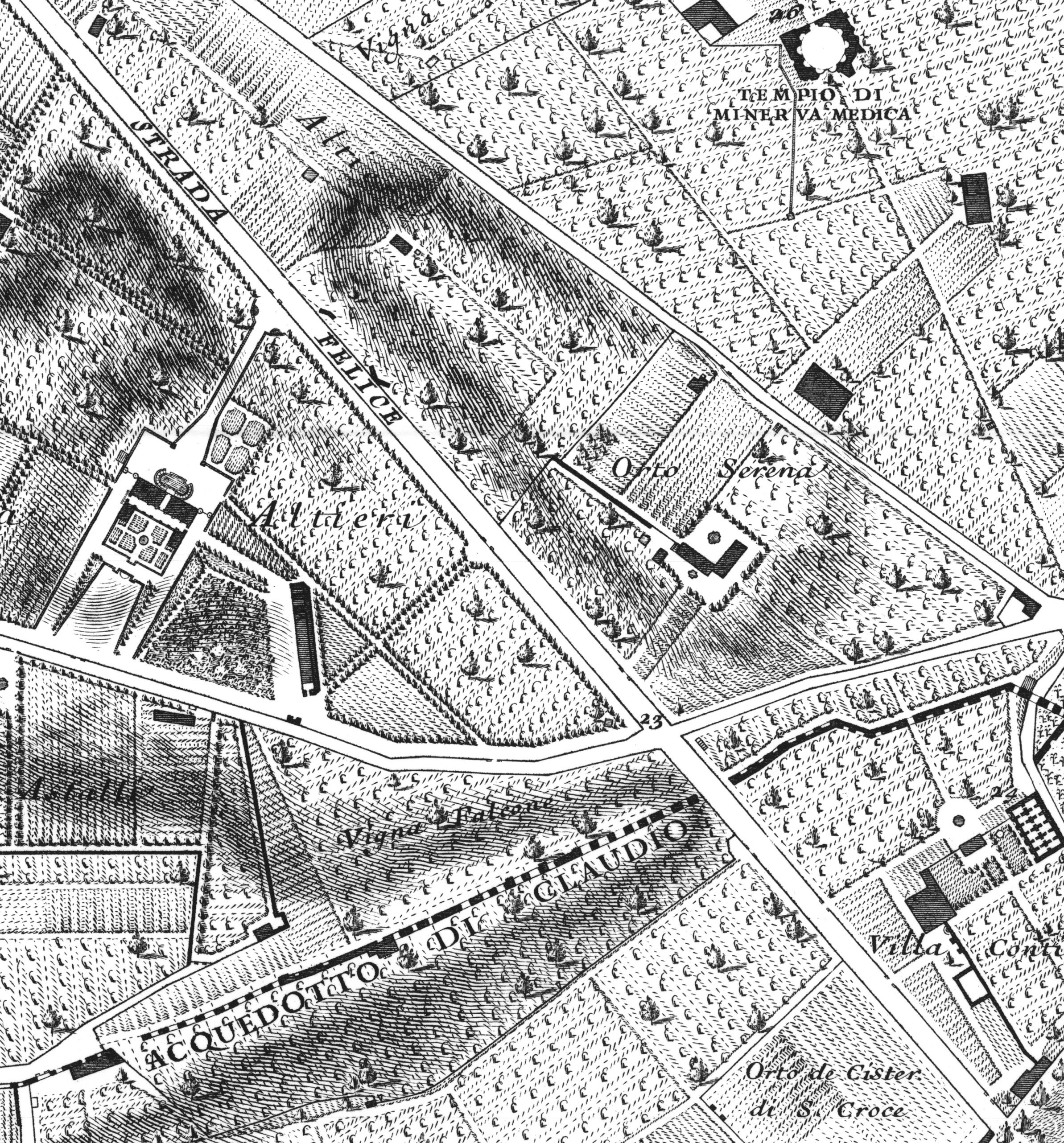
La Vigna Falcone nella Nuova Topografia di Roma del Nolli

Al suo interno si trovano le trentasei arcate dell'acquedotto di Nerone, costruito dall'imperatore come raccordo all'Acquedotto Claudio del 52 d.C. per rifornire con l'acqua proveniente da Subiaco la Domus Aurea ed il ninfeo presso il tempio del Divo Claudio. Sono presenti anche tombe romane.
Ricettacolo della moles ruderum fatta rimuovere da papa Ilaro nell'erigere l'oratorio della S. Croce (nonché del livellamento del "terreno circostante l'impianto ottagono del battistero", un trentennio dopo, in occasione della ristrutturazione ad opera di papa Sisto III), questa zona di Roma rimase pressoché deserta per secoli, esclusa la presenza dall'VIII al XIV secolo della chiesa e dell'ospedale di San Niccolò. Intorno al 1400 venne costruita in una delle arcate un piccolo edificio di probabile uso agricolo, essendo allora la zona in piena campagna; nel 1551 la proprietà era descritta come posseduta da Camillo Rustici e Lorenzo Corvini, in un'area tutta tenuta a vigne.
L'ulteriore sbancamento e livellamento il campus Lateranensis ("per ingrandire i confini del quale fu comperata la vigna di Gherardo Ranghetti" nel 1598) portò nell'area, orograficamente appartenente all'Esquilino, ulteriore rinterro proveniente dalle pendici del Celio.
In documenti del XVIII secolo si parla di una "vigna Falcone" e nel secolo successivo vengono citati degli orti appartenenti agli eredi di Gian Giacomo Aquaroni.

## I Wolkonsky

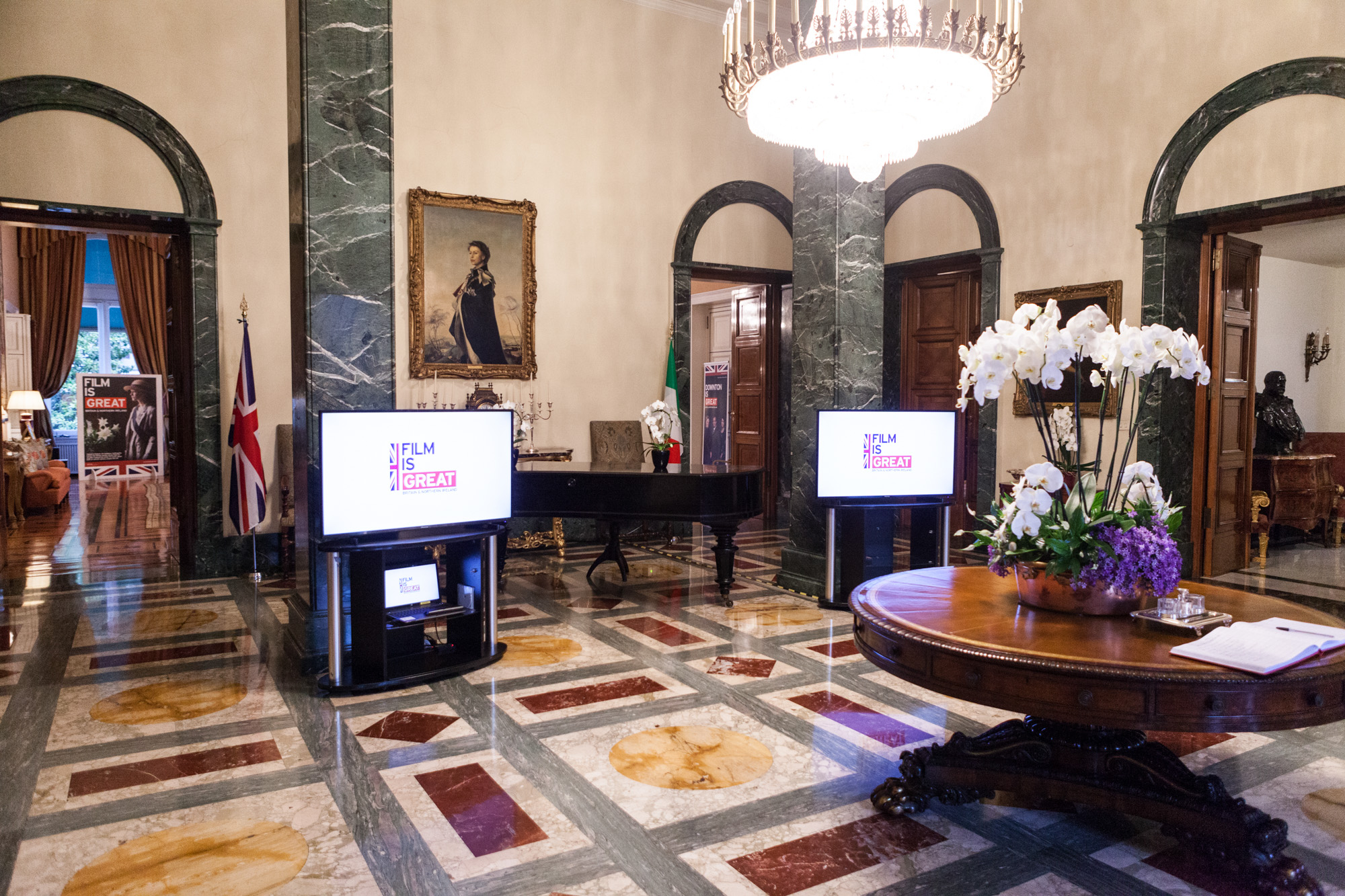
Interno della villa

Agli inizi dell'Ottocento questa zona era ancora impiegata con usi agricoli, quando venne acquistata da Aleksandr Michajlovič Belosel'skij-Belozerskij, che era diventato ambasciatore russo presso la corte sabauda a Torino. La figlia Zinaida Aleksandrovna Belosel'skaja, nel 1811, sposò a San Pietroburgo il principe Nikita Grigor'evič Volkonskij, aiutante di campo dello Zar Alessandro I di Russia; solo nove anni dopo giunse a Roma per la prima volta, immergendosi nella vita culturale della città. Rimastavi tre anni, la principessa Zinaida tornò a Mosca: la lasciò nel 1829, morto lo zar Alessandro I, per stabilirsi di nuovo a Roma dove si dedicò alla proprietà regalatale dal padre.
Incaricò l'architetto romano Giovanni Azzurri di costruire una piccola villa che comprendesse tre arcate dell'acquedotto e giunse ad un accordo col governo papalino per poter restaurare i ruderi dell'acquedotto, riuscendo così a trasformare i terreni, ai suoi due lati, in un giardino romantico, piantumandolo con roseti (Fanny Mendelssohn, sorella del compositore Felix Mendelssohn, parlò di un giardino con milioni di rose), siepi e varie specie arboree, e tracciando due sentieri che si snodavano probabilmente uno nei pressi dell'acquedotto e l'altro del boschetto che aveva fatto piantare. Dispose tra le piante e le siepi svariate statue, grandi anfore, urne e frammenti romani nel giardino, riparò le arcate incorporandoli in grotte artificiali costruite sotto il livello del suolo ed eresse una colonna in granito rosso scuro su cui pose un busto dello zar Alessandro I. Durante questi primi anni la villa venne utilizzata come buen retiro dalla principessa, rispetto alle altre sue proprietà nel centro cittadino, presso la Fontana di Trevi.
Nella villa e nei suoi giardini si riunivano per serate e feste le principali personalità residenti o di passaggio a Roma: Stendhal, Walter Scott, James Fenimore Cooper e Gogol' (che ebbe l'intuizione per il suo Le anime morte proprio in una grotta del giardino), Glinka e Donizetti, con cui la principessa, buona musicista, suonò assieme.
Poco prima del 1830 la principessa divenne cattolica ed il nuovo zar non era disposto ad esentarla dalle leggi contro le proprietà dei cattolici: non disposta ad abiurare, tornò a Roma in una sorta di esilio volontario. Salvo un breve ritorno in patria nel 1839 per sbrigare alcuni affari privati, passò il resto della vita nella capitale romana. Morto il marito nel 1844, Zinaida abbandonò la villa per dedicarsi una vita più ritirata e caritatevole, venendo infine sepolta alla morte nel 1862 nella chiesa di Santi Vincenzo e Anastasio presso la fontana di Trevi. La proprietà fu ereditata dal figlio Aleksandr, che scavò delle tombe romane oltre l'acquedotto, ed alla sua morte dalla  marchesa Nadia Campanari, discendente di uno dei due figli adottati da Aleksandr.

## I Campanari
Nel 1883 secondo l'edizione di Augustus Hare Walks in Rome la villa aveva ancora un magnifico giardino, con una vista che spaziava su tutta la campagna romana fino alla Sabina e ai Colli Albani: a suo dire il giardino poteva essere visitato il mercoledì ed il sabato, su permesso del proprietario. In realtà i Campanari avevano già venduto gran parte dei terreni facenti parte della proprietà, approfittando del rapido sviluppo urbano della zona, tanto che nel 1886 il ministro della pubblica istruzione, Ruggero Bonghi, agì in modo da impedire ulteriori vendite di terreno. Oramai però i giardini avevano perso gran parte del loro splendore originario ed anche il panorama era stato oscurato dalle nuove edificazioni dell'epoca umbertina.
Intorno alla fine del XIX secolo i Campanari poterono costruire una nuova villa nella parte meridionale della proprietà, da affittare a vari inquilini; secondo la Guida Baedeker del 1904, i giardini erano visitabili di martedì e nelle mattine di sabato. Nel 1922 la famiglia Campanari vendette la villa al governo tedesco e la casa divenne la nuova residenza dell'ambasciatore tedesco, alla ripresa dei rapporti diplomatici con l'Italia interrotti con la prima guerra mondiale.

## Ambasciata tedesca
Nel corso dei circa dieci anni successivi l'aggiunta di due ali e di un ulteriore piano raddoppiarono quasi la metratura dell'edificio; vennero installati sistemi di ventilazione artificiale, fu costruita una piscina chiusa nella parte inferiore del giardino, ingrandito il villino secondario e costruita un'altra residenza presso l'ingresso della proprietà per il personale. Si ebbero dei lavori per rendere di nuovo il giardino sontuoso come un tempo tanto da renderlo "un'oasi di pavoni, rose e di uccellini", come scrive Raleigh Trevelyan nel suo libro Roma 1944. Nel biennio 1942-1943 furono ristrutturati con ampio uso di marmo l'ingresso, la sala da pranzo e la sala da ballo.
Nel 1943, con l'occupazione tedesca dell'Italia, la villa smise di essere formalmente un'ambasciata. Un ufficiale italiano catturato in seguito ai combattimenti di Porta San Paolo ricorda di essere stato recluso nei locali della villa, mentre altri militari e civili venivano detenuti nella vicina famigerata prigione di via Tasso. I locali di Via Tasso erano la dépendance dell'ambasciata a disposizione dell'addetto culturale tedesco. Dopo la liberazione di Roma nel 1944 il governo italiano la sequestrò tenuto conto del suo uso per scopi non-diplomatici e, finita la guerra, divenne preda bellica e poi fece parte dei beni considerati come riparazione dalla Commissione Alleata di Controllo. Per un breve periodo fu occupata dalla Legazione Svizzera e dalla Croce Rossa Italiana.

## Ambasciata britannica

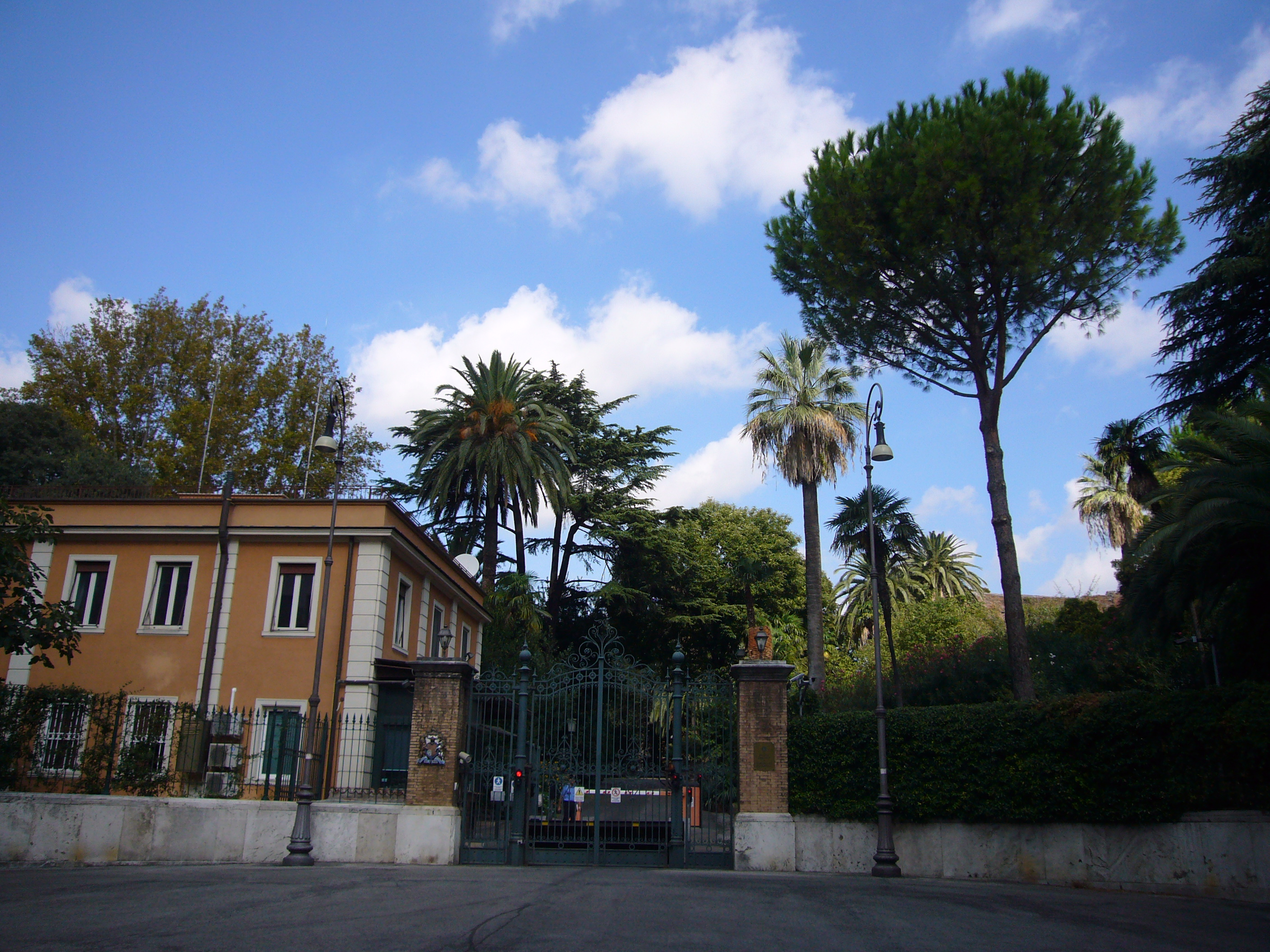
Ingresso alla villa

Nel 1946 l'ambasciata britannica - che si trovava a villa Bracciano in via XX Settembre - fu distrutta da un attentato terroristico di matrice sionista attuato  dall'Irgun; il governo italiano mise quindi subito a disposizione del personale britannico villa Wolkonsky, che da allora divenne sede dell'ambasciata.  Nel 1951 il governo britannico ne acquistò formalmente la proprietà. Villa Wolkonsky divenne residenza ufficiale dell'ambasciatore e la Cancelleria venne installata nella villetta della principessa Zenaide, quella costruita tra gli archi dell'acquedotto e già ingrandita durante il periodo tedesco.
Nel 1956 il crollo di pietre dalle rovine romane, presso la cancelleria, rese necessaria un vasto piano di riparazioni ai 366 metri dell'acquedotto che passano nella villa: i lavori vennero effettuati dal Ministero dei lavori pubblici britannico, dal 1958 al 1960, sotto la supervisione di Aubrey Bailey. L'acquedotto fu reso sicuro, ma i lavori furono svolti in modo da non alterare il suo aspetto, quello di una rovina romantica coperta di crepe e rose rampicanti.
Nel 1971 la nuova cancelleria, progettata da sir Basil Spence, venne terminata e gli uffici dell'ambasciata tornarono nella zona di Porta Pia. L'ipotesi di dismettere la proprietà fu abbandonata dopo che, in colloqui con l'amministrazione comunale, emerse che mettere la villa sul mercato avrebbe creato "una forte pressione pubblica e politica per espropriare l'intero sito" per metterlo a disposizione della cittadinanza romana come spazio pubblico all'aperto. La villa, la residenza del ministro e le costruzioni minori sono state rinnovate e continuano ad ospitare il personale di ambasciata.
La villa è spesso impiegata per seminari e workshop ed inoltre è affittata per eventi di qualificate organizzazioni di carattere accademico o commerciale. I vasti giardini sono inoltre gli ambienti dove si celebrano le festività nazionali britanniche. Un censimento delle piante e degli alberi ha elencato la presenza di circa 200 specie vegetali differenti, fra cui l'olmo più antico di Roma.